# Castelló de Farfanya
La vila i municipi de Castelló de Farfanya és situada a la comarca de la Noguera, a ponent de Balaguer i a tocar de la carretera que uneix aquesta darrera ciutat amb Algerri i Alfarràs. A més de la vila de Castelló de Farfanya, el municipi inclou l'antic terme de Torredà. Pel costat de llevant de la vila hi passa el riu Farfanya.
El gentilici d'aquest municipi, en les seves diferents formes, és castelloní, castellonina, castellonins, castellonines, gentilici que comparteix amb Castelló d'Empúries, a l'Alt Empordà.

## Història

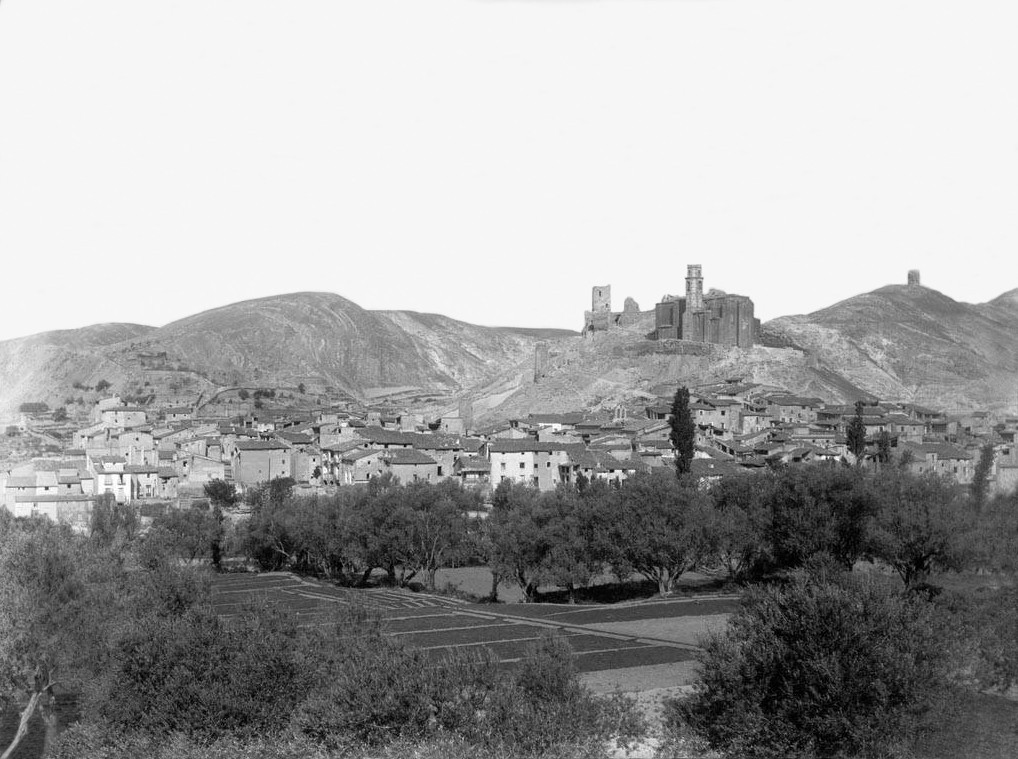
Castelló de Farfanya en una fotografia de 1893

L'origen de Castelló de Farfanya cal cercar-lo en la seva antiga fortalesa, tal com el seu propi nom dona a entendre. El castell de Castelló de Farfanya formava part de la línia defensiva sarraïna (amb els castells de Corbins, Balaguer, Os, Algerri, Albesa, Llorenç, Santa Linya i altres) que protegia la plana de les empreses militars d'Arnau Mir de Tost, el conqueridor d'Àger vers la meitat del segle XI. Segons els historiadors, el lloc fou conquerit el 1116 pel vescomte Guerau II de Cabrera, que el 1131 féu diverses donacions a la col·legiata d'Àger. Segons altres autors però, la conquesta del territori immediat de Balaguer es conclogué vers el 1130, quan fou expugnat el formidable baluard de Castelló de Farfanya i els castells d'Algerri i la Figuerosa, pobles que més endavant rebran cartes de població (1163) similars a les de Gerb i Balaguer. Entre el 1156 i el 1159 el vescomte Guerau II de Cabrera pledejà amb el comte Ermengol VII d'Urgell, sobre la potestat d'aquest castell sobre Castelló, que li fou reconeguda en un judici celebrat a Balaguer. El seu successor, Ermengol VIII, amb l'assentiment de Berenguer de Vilademuls, arquebisbe de Tarragona, i d'Arnau de Preixens, bisbe d'Urgell, establí la pau i treva de Déu en totes les terres del comtat i en jurà els preceptes a Santa Maria d'Agramunt i a Sant Miquel de Castelló de Farfanya.
El 1190 per part del vescomte de Cabrera i d'Àger, Ponç III de Cabrera, és reconeguda la sobirania d'Alfons el Cast (1154-1196), sobre la vila de Castelló.
Al llarg del regnat de Jaume I, i durant tot el segle XIII, la vila de Castelló visqué una gran puixança econòmica, política i artística, ja que els comtes d'Urgell manifestaren la seva preferència per la població, que arribà a assolir els 750 h. El comte Ermengol IX, que era també vescomte d'Àger, fou sepultat el 1243 a l'església de Santa Maria de Castelló. El succeí el seu germà Àlvar I d'Urgell, d'altre nom Roderic, al voltant del qual es congrià la conspiració de Castelló de Farfanya el 1259 (en la qual també participà Ramon Folc IV de Cardona), per la qual diversos nobles pretenien de deseixir-se del vassallatge reial. Jaume I els presentà batalla i s'apoderà dels castells d'Oliana, Linyola, Agramunt i, finalment, del de Castelló de Farfanya. La rebel·lió durà fins al 1260, any en el qual es signà una concòrdia.
Pels volts d'aquests anys (entorn del 1254), s'havien instal·lat a la vila i als seus voltants algunes partides d'albigesos. El 1267, Àlvar d'Urgell féu testament i morí a Castelló, que fou la senyoria predilecta del comte. Jaume I, després de la mort d'Àlvar d'Urgell, de novel·lesca història amorosa i bèl·lica, es decidí a ocupar el castell i la vila de Castelló, decisió contra la qual protestà Constança de Montcada, la primera muller d'Àlvar. Però el rei va convèncer la seva neboda (1268) perquè renunciés a la dita senyoria i, aleshores, posà al capdavant de Castelló el seu valedor Arnau de Calaf. El mateix any, Jaume I agregà la vila a la corona i confirmà els seus privilegis i franqueses.
Pere el Gran el 1278 infeudà el Comtat d'Urgell, amb la vila de Castelló, a Ermengol X, bé que la jurisdicció, fins al regnat d'Alfons el Benigne (1327-1336), pertanyia a la vegueria reial de Lleida. El 1280 Pere el Gran llevà a Ermengol X el Comtat d'Urgell. per causa que aquest comte havia participat en la revolta nobiliària de Balaguer; posteriorment li fou restituït. Pel seu testament, Ermengol X féu un llegat a Santa Maria de Castelló. L'infant Alfons, futur rei anomenat el Benigne, que es casà amb Teresa d'Entença, comtessa d'Urgell, tingué preferència per Castelló on hi pernoctava sovint. El 1319, concedí als castellonencs un privilegi pel qual aquests no eren obligats a prestar homenatge ni a ell ni als seus successors fins que aquests haguessin jurat les llibertats de la vila. Alfons, com a dotació d'esponsalici, cedí a la seva muller el 1314 Castelló de Farfanya. El 1328, el comte d'Urgell, amb Castelló, pertanyia a l'infant Jaume, fill d'Alfons i de Teresa d'Entença.
El nou posseïdor reorganitzà el règim municipal de Castelló atorgant a la vila, en virtut de l'usatge de Pau i Treva, un govern semblant al de la paeria de Lleida. El seu successor, Pere II d'Urgell, va fer gaudir a Castelló d'una important puixança política i econòmica; es bastiren les esglésies de Santa Maria, al castell, i de Sant Miquel, a la vila baixa. El 1408 cedí a la seva esposa Margarida l'usdefruit del castell i de la vila. El fill del dit comte, el dissortat Jaume II, veié la liquidació dels seus estats a causa de les conseqüències del Compromís de Casp.

El Comtat d'Urgell passà a mans de Ferran d'Antequera (les bombardes que aquest emprà contra el comte d'Urgell havien estat fabricades a Castelló), el qual el 1415 permutà amb el comte Foix la vila i el castell de Castelló de Farfanya, amb totes les rendes i jurisdiccions, pel preu de 34.000 florins d'or aragonesos, a canvi dels drets que el dit comte de Foix tenia sobre la baronia de Castellvell de Rosanes. 
 El castell de Castelló de Farfanya va ser l'últim bastió de resistència urgellista durant la revolta de Jaume d'Urgell, el Dissortat, comte d'Urgell, el 17 de novembre de 1413.
A posteriori, Alfons el Magnànim concedí a Castelló el 1424 el privilegi de celebrar fires de vint-i-quatre dies seguits a partir de Santa Cecília (22 de novembre), de la qual cosa protestaren els paers de Balaguer perquè coincidia amb les fires balaguerines de Santa Llúcia.
La senyoria de Castelló, integrada als dominis dels Foix, revertí a la fi del segle XV al Regne de Navarra fins que el 1512 Ferran el Catòlic desposseí els reis navarresos de les terres d'ençà dels Pirineus i incorporà Castelló de Farfanya novament a la corona: la senyoria de Castelló fou encomanada a Lluís de Beaumont, comte de Lerín, gran prior i conestable de Navarra, el blasó del qual és esculpit al portal de Santa maria, que dona al camí de Balaguer. Després, unit aquest llinatge amb la casa dels ducs d'Alba, aquests exerciran el domini de la vila des del 1596 fins al 1835, quan fou incorporada al partit judicial de Balaguer. El castell va ser malmès a la Guerra dels Segadors, quan la fortalesa fou assetjada i presa per les forces castellanes del general Felipe de Silva (1644), després que els francesos l'haguessin abandonada. El mariscal La Mothe-Houdancourt, que inicià una dura repressió essent lloctinent general de Catalunya, hi estigué uns quants dies malalt. El castell patí també amb la Guerra de Successió (1710) i amb l'ocupació francesa (1810-1813), així com amb la Primera Guerra Carlina i més endavant amb altres esdeveniments militars, com els atacs dels carlins a la vall d'Àger i a les guarnicions de Balaguer i Castelló (1836-38), fins que es va abandonar definitivament a començament del segle xix.

## La vila
A més de les esglésies de Santa Maria (seu d'un priorat canonical) i de Sant Miquel, la vila té diverses construccions senyorials i una font barroca, prop de l'església de Sant Miquel. Procedeix de Castelló el deteriorat Retaule de la Pietat, obra de Jaume Ferrer I i una predel·la del mateix autor però procedent d'un altre retaule, ambdues peces es conserven actualment al Museu Episcopal de Vic.
El 8 de març de 2023 el castell de la vila va ser afegit a la Llista Vermella del Patrimoni.

## Geografia
- Llista de topònims de Castelló de Farfanya (Orografia: muntanyes, serres, collades, indrets..; hidrografia: rius, fonts...; edificis: cases, masies, esglésies, etc).

## Demografia
| 1497 f | 1515 f | 1553 f | 1717 | 1787  | 1857  | 1877  | 1887  | 1900  | 1910  |
| ------ | ------ | ------ | ---- | ----- | ----- | ----- | ----- | ----- | ----- |
| 172    | 157    | 184    | 426  | 1.260 | 1.687 | 1.608 | 1.572 | 1.421 | 1.150 |

| 1920  | 1930  | 1940  | 1950  | 1960 | 1970  | 1981 | 1990 | 1992 | 1994 |
| ----- | ----- | ----- | ----- | ---- | ----- | ---- | ---- | ---- | ---- |
| 1.230 | 1.154 | 1.106 | 1.083 | 986  | 1.001 | 680  | 642  | 612  | 612  |

| 1996 | 1998 | 2000 | 2002 | 2004 | 2006 | 2008 | 2010 | 2012 | 2014 |
| ---- | ---- | ---- | ---- | ---- | ---- | ---- | ---- | ---- | ---- |
| 597  | 592  | 587  | 582  | 588  | 564  | 586  | 564  | 549  | 565  |

| 2016 | 2018 | 2020 | 2022 | 2024 | 2026 | 2028 | 2030 | 2032 | 2034 |
| ---- | ---- | ---- | ---- | ---- | ---- | ---- | ---- | ---- | ---- |
| 556  | 538  | 539  | 508  | 544  | -    | -    | -    | -    | -    |

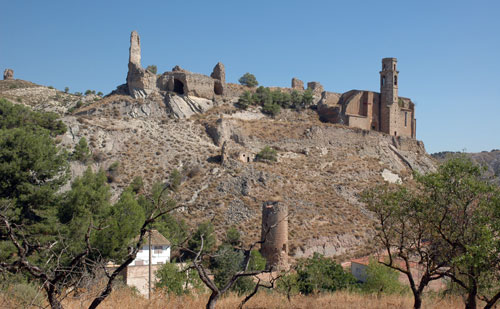
El castell i l'església de Santa Maria
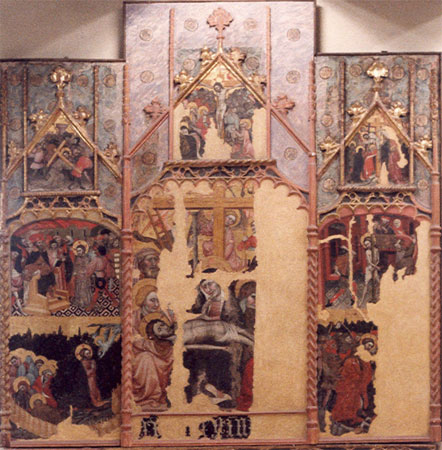
Retaule de la Pietat, de Jaume Ferrer I. M.E. Vic
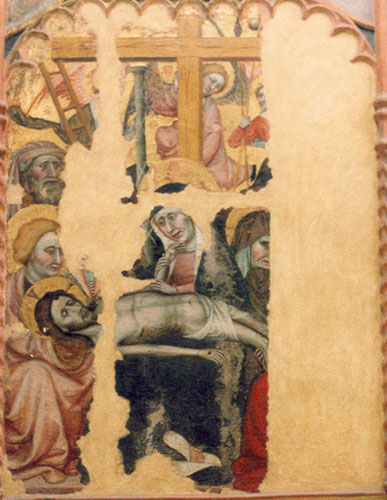
Retaule de la Pietat, taula central
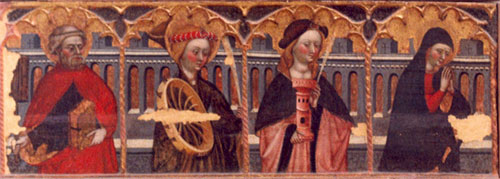
Predel·la de Castelló de Farfanya, de Jaume Ferrer I. M.E. Vic